# Koskelo
Koskelo är ett finländskt efternamn. I februari 2018 fanns det två personer i Sverige med efternamnet Koskelo och närmare 6000 innehavande av efternamnet i Finland.

## Kända personer med efternamnet Koskelo
- Juho Koskelo, amerikafinländsk sångare
- Kaarlo Koskelo, finländsk brottare
- Pauliine Koskelo, finländsk friherrinna